# Milano Floorball Club
Il Floorball Club Milano, meglio noto come FC Milano o anche FC Milano Molotov, è una società di floorball italiana fondata nel 1999 (de facto, nel 2000 de iure) con sede nella città di Milano. La società partecipa al Campionato Italiano su Campo Grande della massima serie e al Torneo Nazionale (ex Campionato Italiano) su Campo Piccolo. A partire dagli anni 2010 la società è molto attiva nelle scuole di Milano e provincia (e oltre) per la promozione del gioco del floorball, riuscendo ad avviare le attività di un proprio settore giovanile. Da sempre è stata anche promotrice di figure dirigenziali attive in ambito federale italiano e internazionale. Due persone legate al club sono state elette alla carica di presidente della Federazione Italiana Unihockey/Floorball (FIUF): Gaia Antonini (2008-2012) e Giorgio Rambaldi (2017-).

## Storia
Il Floorball Club Milano è stato ufficialmente fondato il 22 febbraio del 2000 per iniziativa di un gruppo di studenti del Liceo Scientifico Statale Leonardo da Vinci di Milano, che sin dal 1995 praticavano il floorball a scuola. Dopo il periodo liceale, l'attività è poi proseguita, a livello amatoriale, con ritrovi regolari presso un campetto all'aperto in una zona centrale di Milano, per dare vita a sfide tra le storiche classi rivali.
Credendo di essere gli unici a praticare questo gioco, le sfide del sabato sono proseguite fino al settembre del 1999, quando, i giocatori si sono imbattuti per caso nel sito della International Floorball Federation e poco tempo dopo iniziarono i primi contatti con altri gruppi attivi in Italia, dando così origine alle prime squadre ufficiali di floorball in Italia: dopo la fondazione dei UHC Varese Wild Boars e l'Unihockey Club Piranhas Dolo, fu la volta del Floorball Club Milano, terza squadra ufficialmente riconosciuta in Italia e prima nel capoluogo lombardo.
Da allora inizia un periodo di trasformazione che vede il FC Milano attivo in manifestazioni e tornei che coinvolgono le squadre esistenti: in particolare, nel novembre del 1999 il club incontra per la prima volta le altre realtà italiane in due tornei disputati nell'arco di due giorni a Bologna, mentre nel maggio del 2000 partecipa ad un torneo a Dolo, incontrando anche una forte compagine Slovena.
L'attività agonistica delle società emergenti fu coronata l'11 dicembre 2000 con la fondazione della FIUF della quale l'FC Milano è uno degli otto soci fondatori.
Dal 2000 in poi il club ha creato una struttura interna e ha trasformato le sfide del sabato in veri e propri allenamenti organizzati, decidendo di prendere parte ogni anno ai campionati italiani organizzati dalla FIUF.
Dal 2010 la squadra aggiunge l'epiteto "Molotov" al proprio nome, diventando così il Floorball Club Milano Molotov.
L'FC Milano è impegnato nel Campionato a Campo Piccolo e in quello a Campo Grande. Il club è altresì attivo nella diffusione del floorball, con particolare attenzione alle scuole di Milano, promuovendo anche iniziative di scambio sportivo-culturale con squadre italiane ed estere.
L'FC Milano Molotov ha implementato anche una squadra U14, l'FC Milano Bullets, che ha vinto il campionato regionale Lombardo U14 2018/19 a campo piccolo e si è qualificata terza nella coppa Italia U15 lo stesso anno.

## Cronistoria
| Cronistoria del Floorball Club Milano |
| --- |
| - 1999 - Attività informale. Partecipa a due differenti tornei su Campo Piccolo (CP) a Bologna. - 2000 - Fondazione ufficiale del Floorball Club Milano. Partecipa ai campionati con la denominazione FC Milano, informalmente viene usato il nickname Blades. - 2000-2001 - 8º nel Campionato Italiano CP. - 2001-2002 - 2° nel Girone Centro/Nord Ovest; 3° ai Playoff CP. - 2002-2003 - Non partecipa al Campionato Italiano su Campo Grande (CG). 2° nel Girone Nord Ovest; non qualificato ai Playoff CP. - 2003-2004 - 5° nel Girone A; non qualificato ai Playoff CG. 3° nel Girone Nord Ovest; non qualificato ai Playoff CP. - 2004-2005 - 8º nel Campionato Italiano CG. 3° nel Girone Nord Ovest; Eliminato ai Quarti di finale Playoff CP. - 2005-2006 - 5º nel Campionato Italiano CG. 4° nel Girone Nord Ovest; non qualificato ai Playoff CP. - 2006-2007 - 5° nella Regular Season; non qualificato ai Playoff CG. 6° nel Girone A; non qualificato ai Playoff CP. - 2007-2008 - Non partecipa al Campionato Italiano CG. 4° nel Girone Lombardia-Piemonte; Eliminato allo Spareggio Playoff CP. - 2008-2009 - Non partecipa al Campionato Italiano CG. 4° nel Girone Lombardia-Piemonte; 7° ai Playoff CP. - 2009-2010 - Non partecipa al Campionato Italiano CG. 3° nel Girone Lombardia-Piemonte; 6° ai Playoff CP. - 2010 - Viene adottato il nickname Molotov per la prima squadra. Partecipa ai campionati con la denominazione FC Milano Molotov. - 2010-2011 - 10° nella Regular Season; Non qualificato alla Serie A1; 5° in Serie A2 CG. 1° nel Girone Lombardia-Piemonte; 5° ai Playoff CP. 2° nella UISP Floorball Cup CP. - 2011-2012 - Cambio denominazione in A.S.D. Floorball Club Milano Non partecipa al Campionato Italiano CG 3° nel Girone Lombardia-Piemonte; 4° ai Playoff CP. 3° nella Coppa Italia Seniores. - 2012-2013 - 6° nella Regular Season; Non qualificato ai Playoff CG. 1° nel Girone Lombardia; 4° ai Playoff CP. - 2013-2014 - 8° nella Regular Season; Non qualificato ai Playoff CG. 2° nel Girone Lombardia; 5° ai Playoff CP. 5° nella Coppa Italia Seniores. - 2014-2015 - 7° nella Regular Season; Non qualificato ai Playoff CG. 1° nel Girone Centro-Nord; 4° ai Playoff CP. 3° nella Coppa Italia Seniores. - 2015-2016 - 7° nella Regular Season; Non qualificato ai Playoff CG. 2° nel Girone Lombardia; 3° ai Playoff CP. 1° nel Girone Lombardia; Finalista della Coppa Italia Seniores. - 2016-2017 - 8° nella Regular Season; Non qualificato ai Playoff CG. 2° nel Girone Lombardia; 5° ai Playoff CP. - 2017-2018 - 4° nella Regular Season; Campione d'Italia CG (1º titolo). 7° nell'EuroFloorball Challenge (Madrid, Spain). 2° nel Girone Lombardia; 5° ai Playoff CP. 2° nel Girone Lombardia; Non qualificato alla Final Four della Coppa Italia Seniores. - 2018-2019 - 7° nella Regular Season; Non qualificato ai Playoff CG. 3° nel Girone Lombardia-Piemonte; 6° ai Playoff CP. 3° nel Girone Lombardia; Non qualificato alla Final Four della Coppa Italia Seniores. - 2019-2020 - Campionato Italiano CG sospeso per Covid-19. Campionato Italiano CP sospeso per Covid-19. - 2020-2021 - Campionato Italiano CG annullato per Covid-19. Vincitore della Coppa Italia Seniores (1º titolo). Non partecipa al Torneo Nazionale CP. - 2021-2022 - 5° nella Regular Season; Non qualificato ai Playoff CG. 1° nel Girone Piemonte-Lombardia-Veneto; 4° ai Playoff CP. - 2022-2023 - 5° nella Regular Season; Non qualificato ai Playoff CG. 1° nel Torneo Nazionale CP - Autunnale (1º titolo); 1° nel Torneo Nazionale CP - Primaverile (2º titolo). - 2023-2024 - 3° nella Regular Season; Eliminato in semifinale Playoff CG. Finalista della Coppa Italia Seniores. 2° nel Girone Lombardia-Veneto; 6° ai Playoff CP - Seniores B. - 2024-2025 - 2° nella Regular Season; Campione d'Italia CG (2º titolo). 2° nel Girone Nord Italia; 4° ai Playoff CP Vincitore della Coppa Italia Seniores (2º titolo). |

| Cronistoria della squadra femminile del Floorball Club Milano |
| --- |
| - 2001-2002 - Alcune giocatrici milanesi partecipano al Campionato Italiano Femminile nella squadra mista denominata UHC Milano.Novara.Varese, giungendo al 4º posto. - 2002-2012 - Nessuna attività del settore femminile. - 2012 - Viene istituita la squadra femminile, che in seguito assumerà la denominazione FC Milano Bombshells. - 2012-2013 - 2º nel Campionato Italiano Femminile (squadra mista, denominazione: Molotov Serenissima). - 2013-2014 - 2º nel Campionato Italiano Femminile (squadra mista, denominazione: Bombshells Serenissima). - 2014-2015 - 2º nel Campionato Italiano Femminile (squadra mista, denominazione: Bombshells Serenissima). - 2015-2016 - Nessuna attività della settore femminile. - 2016-2017 - 3º nel Campionato Italiano Femminile. - 2017-2018 - 2º nel Campionato Italiano Femminile. - 2018-2019 - Campione d'Italia Femminile (1º titolo). Alcune giocatrici di FC Milano partecipano alla Coppa Italia Femminile con il club FC Giants vincendola. - 2019-2020 - Campionato Italiano Femminile sospeso per Covid-19. - 2020-2021 - Campionato Italiano Femminile annullato per Covid-19. - 2021-2022 - 3º nel Campionato Italiano Femminile (squadra mista, denominazione: Firelionesses Bombshells). |

| Cronistoria della squadra Masters del Floorball Club Milano |
| --- |
| - 2019 - Viene istituita la squadra Masters, che assume la denominazione FC Milano Overdrive. 6° negli European Masters Games (Torino, Italy). - 2019-2020 - Nessuna attività Masters causa Covid-19. - 2020-2021 - Vincitore del Torneo Nazionale Masters (1º titolo). - 2021-2022 - Vincitore del Torneo Nazionale Masters (2º titolo). - 2022-2023 - Vincitore del Torneo Nazionale Masters (3º titolo) (squadra mista, denominazione: Atlavir FC Milano Overdrive). |

| Cronistoria delle altre squadre del Floorball Club Milano |
| --- |
| - 2014 - Viene istituita la seconda squadra, che assume la denominazione FC Milano Rockets. - 2014-2015 - Rockets: 5° nel Girone Centro-Nord CP. - 2015-2016 - Rockets: 5° nel Girone Lombardia CP. - 2016-2017 - Rockets: 6° nel Girone Lombardia CP. - 2017 - Viene istituita la terza squadra, che assume la denominazione FC Milano Fireworks. - 2017-2018 - Rockets: 5° nel Girone Lombardia CP. Fireworks: 6° nel Girone Lombardia CP. - 2018-2019 - Rockets: 5° nel Girone Lombardia-Piemonte CP. |

| Cronistoria delle giovanili del Floorball Club Milano |
| --- |
| - 2015 - Vengono istituite le giovanili con la denominazione FC Milano Bullets. - 2015-2016 - 3º nel Campionato Lombardia U14. - 2016-2017 - 3º nel Campionato Lombardia U14. - 2017-2018 - 2º nel Campionato Lombardia U14. - 2018-2019 - 3° nella Coppa Italia U15. Vincitore del Campionato Lombardia U14. - 2019-2020 - 4º nel Campionato Lombardia U17. Vincitore del Campionato Lombardia U15. - 2020-2021 - Campionati annullati per Covid-19. - 2021-2022 - Vincitore della Coppa Italia U18. - 2022-2024 - Nessuna attività del settore giovanile. - 2024-2025 - 3° nel Girone Nord; Non qualificato ai Playoff U19. |

## Colori e simboli

### Colori
I colori ufficiali del Floorball Club Milano sono da sempre il rosso e il blu. La scelta cadde su questi due colori in omaggio all'Hockey Club Milano Saima, di cui i soci fondatori erano tifosi. La prima divisa ufficiale è solitamente composta da una maglia di colore rosso (eventualmente con inserti blu), pantaloncini blu e calzettoni rossi o blu, a seconda della stagione. La seconda divisa è solitamente composta dall'abbinamento dei colori bianco e rosso (che richiamano i colori della città di Milano), abitualmente con una maglia di colore bianco (eventualmente con inserti rossi), calzoncini e calzettoni di colore rosso.

### Stemma
Il primo stemma del Floorball Club Milano riprendeva, in modo stilizzato, il disegno del Duomo di Milano con i colori rosso e blu e la scritta "Milano Floorball Club". A partire dal 2010, in seguito all'adozione del nickname "Molotov", la società ridisegnò il logo ufficiale mettendone in evidenza il nuovo carattere. Il nuovo logo con la scritta "Molotov" divenne sia il logo della società sia quello usato per rappresentare la prima squadra (su campo grande o su campo piccolo). Con l'ingrandirsi della società e l'accrescersi delle squadre e delle attività del club, venne creato un logo apposito per ognuna delle squadre e dei settori specifici.

## Palmarès

### Competizioni nazionali
- Campionato italiano CG
  -  Vincitore (2): 2017-18, 2024-25

- Coppa Italia
  -  Vincitore (2): 2020-21, 2024-25
  - Finalista (2): 2015-16, 2023

- Campionato italiano / Torneo Nazionale CP
  - Vincitore (2): 2022-23 (autunnale), 2022-23 (primaverile)
  - Altri piazzamenti: 3º posto (2001-02, 2015-16)

### Competizioni interregionali
- Girone divisionale CP
  - Vincitore (4): 2010-11 (girone Lombardia-Piemonte), 2012-13 (girone Lombardia), 2014-15 (girone Centro-Nord), 2021-22 (girone Piemonte-Lombardia-Veneto)

### Competizioni internazionali
- EuroFloorball Challenge
  - Miglior risultato: 7º posto (2018)

### Competizioni femminili
- Campionato italiano
  -  Vincitore (1): 2018-19
  - 2º posto (4): 2012-13*, 2013-14*, 2014-15*, 2017-18

(*) Squadra mista con SHC Firelions Serenissima

### Competizioni giovanili
- Coppa Italia U18
  -  Vincitore (1): 2022

- Campionato Lombardia U15
  - Vincitore (1): 2019-20

- Campionato Lombardia U14
  - Vincitore (1): 2018-19
  - 2º posto (1): 2017-18

### Competizioni Masters
- Torneo Nazionale Masters
  - Vincitore (3): 2021, 2022, 2023*

(*) Squadra mista con Pol. Dil. Atlavir
- European Masters Games
  - Miglior risultato: 6º posto (2019)

## Roster
La rosa della squadra meneghina per la stagione 2023/2024 di Serie A1 è composta da 22 giocatori: 
1. 1 Massimiliano Negri        Por
2. 3 Elia Marinello            Dif
3. 7 Alessandro Bonanomi       Att
4. 10 Omar Garofalo            Cen
5. 13 Patrizio Beccarini       Dif
6. 14 Davide Brambilla         Att
7. 17 Luca Segata              Att
8. 19 Mattia Chiarenza         Dif
9. 20 Edoardo Moro             Dif
10. 23 Fabrizio Oldrini (C)     Cen
11. 27 Giulia Dieni             Att
12. 28 Andrea Albertocchi       Att
13. 40 Gianluca Corti           Por
14. 55 Umberto Grignani         Att
15. 66 Alessandro Barbieri      Dif
16. 77 Francesca Baccarini      Att
17. 88 Giorgio Rambaldi         Cen
18. 95 Antonio Losio Volpi      Dif
19. 99 Serena Benetollo         Att
20. Alberto Zavarella        Att
21. Davide Fornari           Cen
22. Leonardo Lantieri        Dif